# كليات حكومة سيكيم
كلية سيكيم الحكومية أنشئت في عام 1977 ، 
```
وهي الكلية الجامعية العامة في 
غانتوك
 ، عاصمة مقاطعة 
سيكيم
 شمال 
الهند
. وتقدم البكالوريوس والدراسات العليا في الفنون والتجارة والعلوم وتنتمي إلى جامعة سيكيم. 
[
1
]
```